# Johan 4. af Nassau-Dillenburg
Johan 4. af Nassau-Dillenburg (født 1. august 1410 i Dillenburg, død 3. februar 1475 samme sted) var greve af Nassau-Dillenburg, Nassau-Breda, Vianden og Nassau-Dietz fra 1442 til 1475. 

## General for Burgund
Johan 4. af Nassau-Dillenburg var general for Philip den gode og Karl den dristige af Burgund. Som tak fik han høje poster i hertugernes franske og nederlandske besiddelser. 

## Forældre
Johan 4. var søn den velhavende Johanna van Polanen (1392–1445) (arving til Breda med mere) og Engelbert 1. af Nassau-Dillenburg.

## Ægteskab og børn
Johan 4. giftede sig med Maria af Loon-Heinsberg . Gennem hende kom flere besiddelser til huset Nassau. Parret fik seks børn. 
Engelbrecht 2. af Nassau arvede de nederlandske besiddelser, mens Johan 5. af Nassau-Vianden-Dietz arvede de tyske besiddelser. 
1. ↑  Navnet er anført på engelsk og stammer fra Wikidata hvor navnet endnu ikke findes på dansk.
2. ↑  Navnet er anført på engelsk og stammer fra Wikidata hvor navnet endnu ikke findes på dansk.
3. ↑  Navnet er anført på nederlandsk og stammer fra Wikidata hvor navnet endnu ikke findes på dansk.
4. ↑  Navnet er anført på engelsk og stammer fra Wikidata hvor navnet endnu ikke findes på dansk.